# محمدصادق فیروزپور
محمدصادق فیروزپور کشتی‌گیر آزادکار، ورزشکار تیم ملی ایران است. او اهل مازندران شهر جویبار است.
وی سابقه کسب مدال نقره در بازی‌های همبستگی کشورهای اسلامی را دارد.

## فعالیت حرفه‌ای ورزشی

### زیر ۲۳ سال جهان ۲۰۲۱
در وزن ۷۴ کیلوگرم محمدصادق فیروزپور در دور نخست با نتیجه ۱۰ بر صفر سیمومن ووجتکوفسکی از لهستان را مغلوب کرد. وی در دور دوم با نتیجه ۱۰ بر ۲ پراوین مالیک از هند را از پیش رو برداشت و راهی مرحله یک چهارم نهایی شد. وی در این مرحله با نتیجه ۱۴ بر ۶ از سد سیمون مارچل از اتریش گذشت و راهی مرحله نیمه نهایی شد. وی در این مرحله به هرایار علی خانیان دارنده مدال نقره زیر ۲۳ سال اروپا از ارمنستان را با نتیجه ۴ بر ۲ شکست داد و به دیدار فینال راه یافت. وی در این دیدار مقابل چرمن والیف دارنده مدال نقره زیر ۲۳ سال جهان از روسیه با نتیجه ۷ بر ۶ مغلوب شد و به مدال نقره رسید.

### بازی‌های همبستگی اسلامی ۲۰۲۱
در وزن ۷۴ کیلوگرم محمدصادق فیروزپور دارنده مدال نقره امیدهای جهان در دور نخست با نتیجه ۹ بر ۶ فضلی ارییلماز از ترکیه را مغلوب کرد. وی در دور بعد با نتیجه ۱۳ بر ۴ آرزو ایساکوف از اردن را شکست داد و راهی مرحله نیمه نهایی شد. وی در این مرحله مقابل نورکجا کایپانوف دارنده مدال نقره جهان و قهرمان آسیا از قزاقستان با نتیجه ۳ بر ۲ به پیروزی رسید و راهی دیدار فینال شد. فیروزپور در دیدار پایانی با نتیجه ۲ بر ۱ مغلوب توران بایراموف از جمهوری آذربایجان شد و به مدال نقره رسید.

### زیر ۲۳ سال جهان ۲۰۲۲
در وزن ۷۴ کیلوگرم محمدصادق فیروزپور در دور نخست با نتیجه ۱۰ بر صفر آتامیرات چارلیف از ترکمنستان را مغلوب کرد. وی در دور دوم با نتیجه ۶ بر ۴ عصمت جیتفجی از ترکیه را مغلوب کرد و به مرحله یک چهارم نهایی راه یافت. وی در این مرحله مقابل وادیم کوریلنکو از اوکراین با نتیجه ۴ بر صفر به برتری دست یافت و به مرحله نیمه نهایی راه یافت. فیروزپور در این مرحله با توجه به عدم حضور تموری برواشویلی از گرجستان به دلیل مصدومیت، پیروز شد و به دیدار فینال راه یافت. وی در این دیدار با نتیجه ۵ بر ۲ مقابل حاجی‌مراد حاجی‌اف از جمهوری آذربایجان به پیروزی دست یافت و صاحب مدال طلا شد.